# Джульен (лунный кратер)
Кратер Джульен (лат. Julienne) — маленькое кратероподобное образование в восточной части Болота Гниения на видимой стороне Луны. Название присвоено по французскому женскому имени и утверждено Международным астрономическим союзом в 1976 г.

## Описание кратера

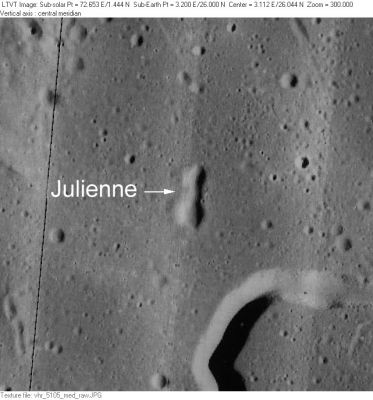
Снимок Lunar Orbiter V. В нижней правой части снимка виден участок борозды Хэдли.

Ближайшими соседями кратера являются кратер Хэдли C на юге-юго-западе и лежащая за ним группа маленьких кратеров Карлос, Тайзо, Бела и Джомо. C восточной стороны мимо кратера проходит борозда Хэдли, за ней на северо-востоке расположен пик Хэдли, а на юго-востоке — пик Хэдли-Дельта. На севере от кратера находятся борозды Френеля.
Селенографические координаты центра кратера — 26°04′ с. ш. 3°08′ в. д. / 26,06° с. ш. 3,13° в. д., размеры — 2,0×0,8 км.
Кратер имеет гантелеобразную форму и напоминает орех арахиса. Окружающая местность испещрена множеством мелких кратеров и пересечена светлыми лучами пород от кратера Автолик, находящегося на северо-западе.

## Сателлитные кратеры
Отсутствуют.

## Места посадок космических аппаратов
7 августа 1971 года приблизительно в 12 км на востоке от кратера Джульен, на другой стороне борозды Хэдли, в точке с координатами 26°06′04″ с. ш. 3°39′10″ в. д. / 26,10111° с. ш. 3,65278° в. д. совершил посадку лунный модуль экспедиции Аполлон-15.